# Summer Holiday
Summer Holiday es el segundo EP especial en coreano del grupo femenino de Corea del Sur Dreamcatcher. Fue lanzado el 30 de julio de 2021 por Dreamcatcher Company. Summer Holiday contiene seis pistas, incluido el sencillo principal titulado «BEcause».

## Antecedentes y lanzamiento
El 12 de julio de 2021, Xportsnews informó que Dreamcatcher se estaba preparando para lanzar un nuevo álbum con el objetivo de regresar a fines de julio, en lo que sería el regreso de Dreamcatcher tras seis meses desde el lanzamiento de su sexto miniálbum Dystopia: Road to Utopia en enero del mismo año.
El 17 de julio, Dreamcatcher Company anunció de manera oficial el regreso del grupo con un miniálbum especial titulado Summer Holiday. Entre el 19 y el 22 de julio se lanzaron imágenes conceptuales de cada una de las miembros del grupo. El 23 de julio se confirmó el listado de canciones y que su sencillo principal llevaría por título «BEcause».

## Composición y letras
El sencillo principal, «BEcause», es una pista de nu metal con un fuerte sonido de rock y elementos del hip hop, que «transmite la historia del EP de manera implícita, con una voluntad profunda y fuerte de avanzar una vez más hacia una verdadera utopía».
Soompi describió la canción como «una historia de obsesión causada por un amor excesivo. Con una melodía compuesta de sonidos de pizzicato, la canción contiene la vibra oscura característica de Dreamcatcher».
El álbum fue producido por LEEZ y Ollounder, habituales compositores del grupo, además de contar con la participación de JiU, miembro y líder del grupo, en la escritura y composición del tema «Alldaylong».

## Recepción de la crítica
El sitio web NME, en su reseña del álbum, indicó que «si bien la fuerza de 'Summer Holiday' de Dreamcatcher radica en su variada y atípica selección de canciones y géneros, el grupo de chicas también demuestra que hay espacio más que suficiente para música más valiente y contundente en el K-pop durante la temporada de verano típicamente boyante», señalando sobre su pista principal que «la canción cambia sin esfuerzo entre versos de sintetizador optimistas y coros intensos impulsados por riffs de guitarra eléctrica, con un puente lento pero melódico que lleva la canción a un clímax totalmente satisfactorio».
El medio especializado Seoulbeats indicó sobre el álbum que «Summer Holiday es el lado más ligero y enérgico del potencial del grupo, ejecutado con astucia y fuerza musical para mostrarnos que no es el sonido característico lo que hace a Dreamcatcher; es Dreamcatcher quien hace la firma, como mejor les parezca». Además dijo sobre «BEcause» que «si bien esta incursión en el rock es entretenida sin esfuerzo, en realidad es en los versos donde la pista es más divertida, con cambios de ritmo que incluso se transforman en batería y base durante los versos de Dami. Hay un sentido de juego aquí, pero el estilo general de la canción ciertamente parece ser la clásica teatralidad pesada por la que conocemos a estas chicas».

## Lista de canciones
| CD    |                                          |                 |                     |                 |          |  |
| N.º   | Título                                   | Letras          | Música              | Arreglos        | Duración |  |
| 1.    | «Intro»                                  |                 | LEEZ, Ollounder     | LEEZ, Ollounder | 1:16     |  |
| 2.    | «BEcause»                                | LEEZ, Ollounder | LEEZ, Ollounder     | LEEZ, Ollounder | 3:11     |  |
| 3.    | «Airplane»                               | LEEZ, Ollounder | LEEZ, Ollounder     | LEEZ, Ollounder | 3:00     |  |
| 4.    | «Whistle»                                | LEEZ, Ollounder | LEEZ, Ollounder     | LEEZ, Ollounder | 3:29     |  |
| 5.    | «Alldaylong»                             | JiU, Ollounder  | JiU, Ollounder      | Ollounder       | 3:37     |  |
| 6.    | «A Heart of Sunflower» (해바라기의 마음) | LEEZ            | 한수석, LEEZ, Monho | LEEZ, 한수석    | 4:17     |  |
| 18:51 |                                          |                 |                     |                 |          |  |

## Reconocimientos

### Listados
| Publicación  | Lista                  | Ranking | Ref.  |
| ------------ | ---------------------- | ------- | ----- |
| Genius Korea | 2021 Year-End: Top EPs | 15.º    | [ 9 ] |

## Posicionamiento en listas
| Lista (2021)                     | Mejor posición |
| -------------------------------- | -------------- |
| Corea del Sur (Gaon Album Chart) | 2              |

## Historial de lanzamiento
| País          | Fecha               | Formato                         | Sello                             |
| ------------- | ------------------- | ------------------------------- | --------------------------------- |
| Corea del Sur | 30 de julio de 2021 | CD, descarga digital, streaming | Dreamcatcher Company, Genie Music |